# معركة فويلي
مَعْرَكة فُويلِيْ (بالاتينية: Campus Vogladensis) دَارَتْ رَحَاها في ربيع 507 م بالقرب من مدينة بواتييه. بين القوات الفرنجية بقيادة الملك كلوفيس الاول، وقوات القوط الغربيين بقيادة الملك ألاريك الثاني. أنتهت المعركة بنصر فرنجي، حيث فقد القوط الغربيون ملكهم ألاريك الثاني في المعركة. بعدها اضطروا للتنازل عن منطقة شاسعة للفرنج بين لوار وجبال البرانس، فيما يعرف اليوم بجنوب فرنسا.

## الخلفية
بسبب انتصارات كلوفيس السابقة على ألامانيون شرق نهر الراين، وكذلك على البورغنديين في نهر الرون، بدأت قوة الفرنجة المتزايدة تشكل تهديدًا لأراضي ألاريك الثاني في آكيتاين وهيسبانيا. على الرغم من محاولات ثيودوريك للتوسط في سلام بين الفصائل، بدأ كلوفيس حملة للاستيلاء على مركز قوة ألاريك في آكيتاين وتولوز. سار ألاريك بجيشه وقوة من ميليشيا أوفيرجنانتس بقيادة أبوليناريس من كليرمون شمالًا والتقى بجيش الفرنجة في بلاد الغال.

### الهدنة
سرعان ما نشأت التوترات العسكرية بين المملكتين، والتي حاول ألاريك تخفيفها، مدركًا قوة مملكة الفرنجة، حيث التقى بكلوفيس في أمبواز، وهي جزيرة محايدة على نهر لوار. هناك، مع حضور ثيودوريك، تم الاتفاق على جعل نهر لوار حدود بين المنطقتين. لإرضاء كلوفيس، سلمه ألاريك الجنرال سياغريو، الذي لجأ إلى تولوز بعد هزيمته في سواسون. قام ملك الفرنجة بقطع رأسه. استغل ألاريك الهدنة لتقوية علاقاته مع السكان الأصليين ودمجها في حياة الدولة. لإرضاء السكان الكاثوليك، دون أن ينفصل عن الأريوسيين، أوقف ألاريك الاضطهاد ضد الكاثوليك الذي روج له والده، يوريكو. ومع ذلك، فقد جاء هذا الإجراء بعد فوات الأوان وفشل في جعلهم ينسون الاغتيالات السابقة لأساقفة تورز وبيرن. كان هناك عامل آخر لصالح كلوفيس وهو عدد جيشه، الذي تم تشديده في المعارك المستمرة ضد سياغريو والألماني والبورغنديين، في حين اقتصرت المهام العسكرية لجيش القوط الغربيين على قمع ثورات الفلاحين ومحاصرة سكان شوابيان في غاليسيا وشمال البرتغال.
بعد بضع سنوات، انتهك كلوفيس معاهدة السلام التي تم التفاوض عليها في عام 502. على الرغم من التدخل الدبلوماسي لثيودوريك، ملك القوط الشرقيين ووالد زوجة ألاريك. قاد كلوفيس أتباعه إلى أراضي القوط الغربيين. مما أجبر ألاريك من قبل أقطابه على مقابلة كلوفيس في المعركة (ربيع 507) بالقرب من بواتييه.

## بداية الصِراع

### أقطاب الصراع

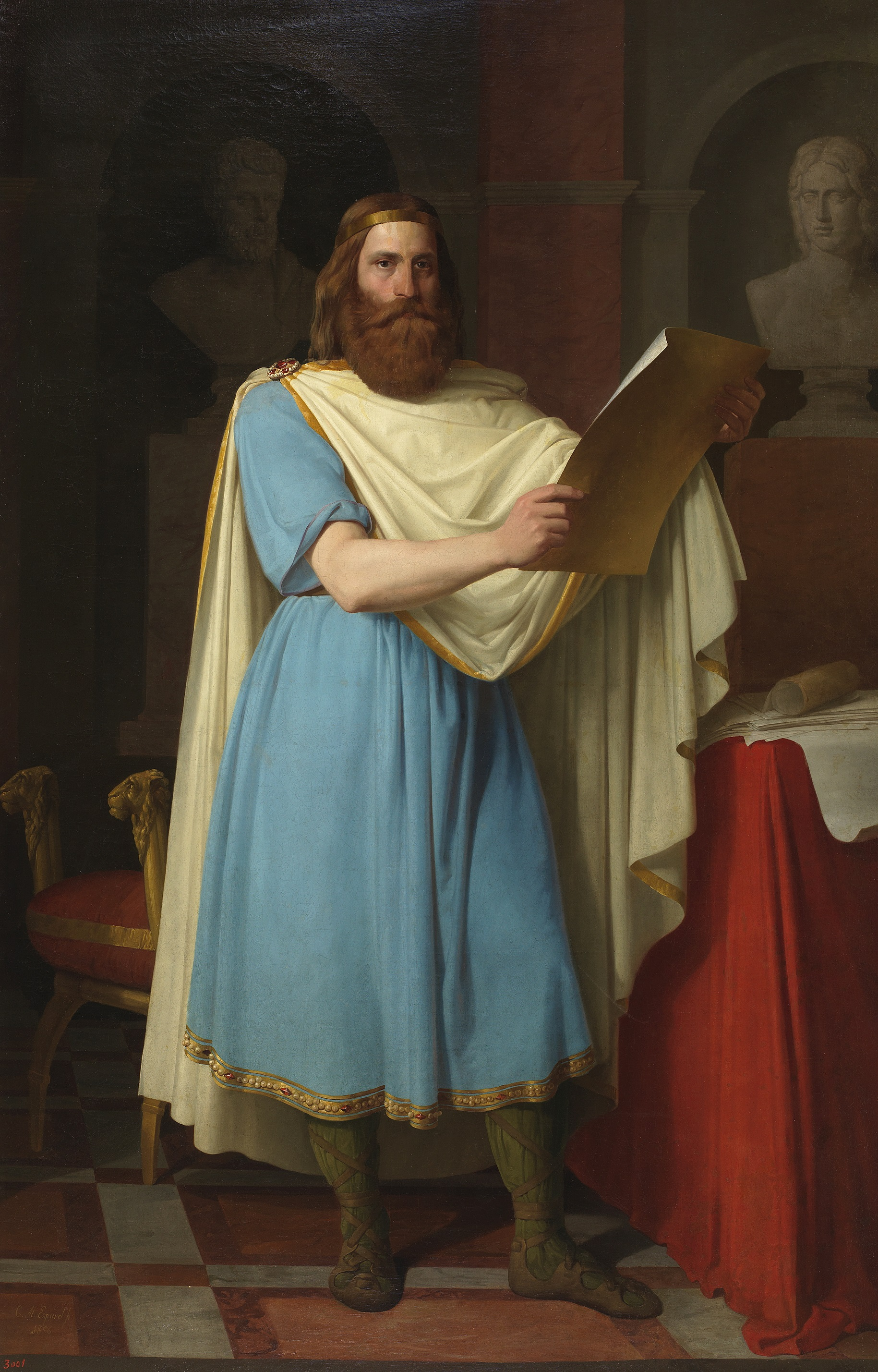
ألاريك الثاني بريشة كارلوس إسكيفيل إي ريفاس 1856.

#### ألاريك الثاني
كان ملك القوط الغربيين في 484-507. خلف والده يوريك ملكًا للقوط الغربيين في تولوز في 28 ديسمبر 484 ؛  كان حفيد ألاريك الأول الأكثر شهرة، الذي نهب روما في 410. أسس عاصمته في آكيتاين. لم تشمل سيادته غالبية هيسبانيا (باستثناء الزاوية الشمالية الغربية) فحسب، بل شملت أيضًا جاليا أكويتانيا والجزء الأكبر من جاليا ناربونينسيس التي لم تنقسم بعد.
كان ألاريك من الآريوس، مثل جميع النبلاء الأوائل من القوط الغربيين، لكنه خفف إلى حد كبير من سياسة اضطهاد والده يوريك تجاه الكاثوليك وأذن لهم بعقد مجمع في أجدي في عام 506. كان على علاقة مضطربة مع أساقفة آريلات الكاثوليك كما تجلى في مسيرة الفرنجة القيصري، أسقف آرل، الذي تم تعيينه أسقفًا في عام 503. شقيقة كلوفيس لمساعدة البورغنديين في الاستيلاء على آرل. نفاه ألاريك لمدة عام إلى بوردو في أكويتانيا، ثم سمح له بالعودة سالمًا عندما مرت الأزمة. أظهر ألاريك حكمة مماثلة في الشؤون السياسية من خلال تعيين لجنة برئاسة الاستفتاء أنيانوس لإعداد ملخص للقوانين الرومانية والمراسيم الإمبراطورية، والتي من شأنها أن تشكل القانون الرسمي لرعاياه الرومان.
كان الحدث الأقدم الموثق في عهد ألاريك يتعلق بتوفير الملجأ الجنرال الروماني سياغريو، الحاكم السابق لسواسون والذي هزمه كلوفيس الأول، ملك الفرنجة. وفقًا لرواية المؤرخ غريغوري أوف تورز، تعرض ألاريك للترهيب من قبل كلوفيس لتسليم سيغريوس فقامَ بتسليمه؛ ثم يضيف غريغوري أن «القوط جنس جبان». ثم قام الفرنجة بسجن سيغريوس، وبمجرد أن أصبحت سيطرته على مملكة سيغريوس السابقة آمنة، قام كلوفيس بقطع رأس سيغريوس. ومع ذلك، يشير ولفرام إلى أنه في ذلك الوقت «لم يكن كلوفيس أبعد من نهر السين؛ فقط بعد عدة سنوات أخرى نجح الفرنجة في احتلال بقية ولاية غالو الرومانية العازلة شمال لوار». أي إن أي تهديد بالحرب يمكن أن يصدره كلوفيس لن يكون فعالاً إلا إذا كانوا جيرانًا.

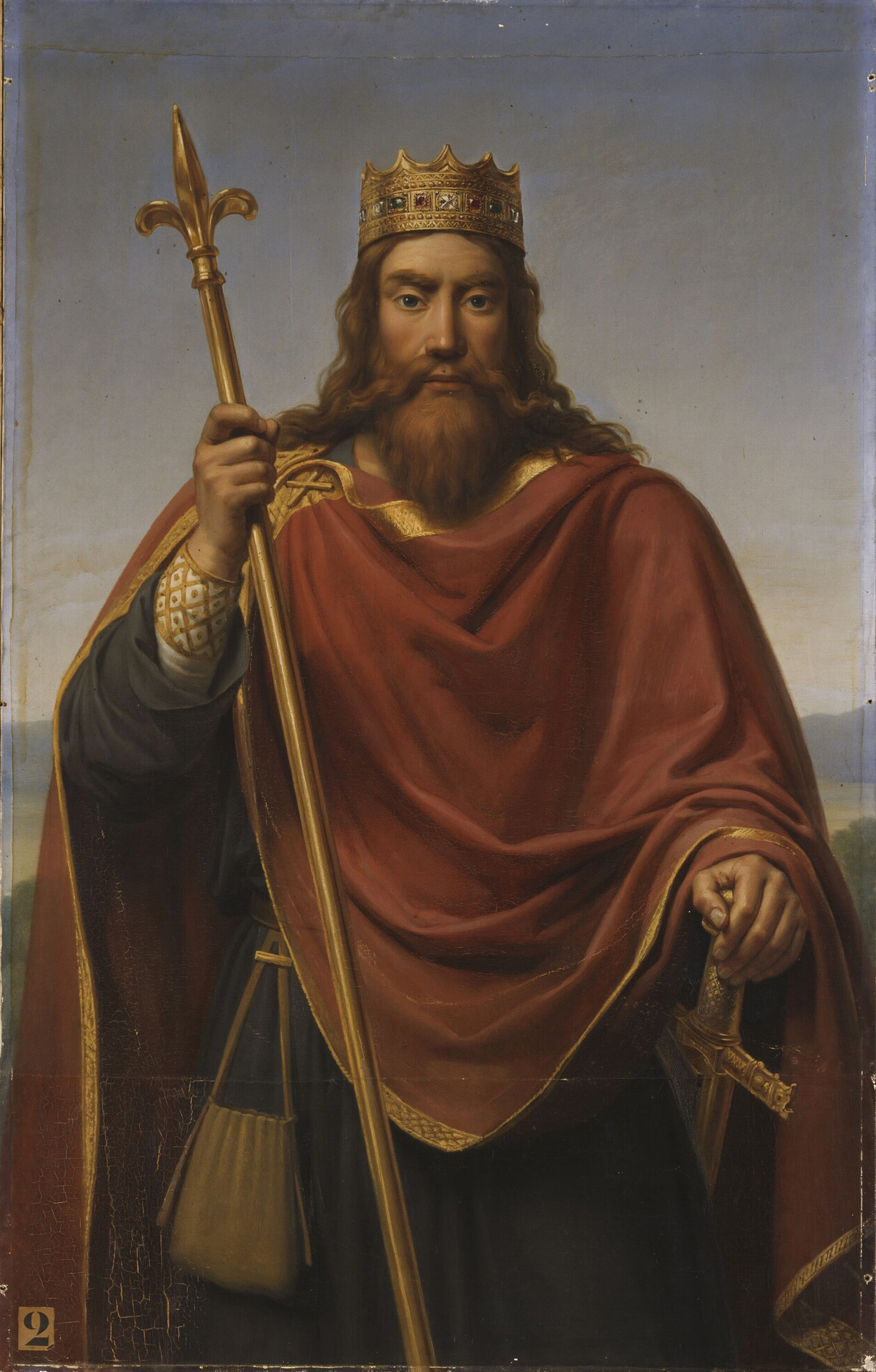
كلوفيس الاول بريشة فرانسوا لويس ديجوين 1837.

#### كلوفيس الاول
كان أول ملوك الفرنجة الذي وحد كل القبائل الفرنجة تحت حاكم واحد،  والذي غير شكل القيادة من مجموعة من يحكم زعماء القبائل الملكية بملك واحد ويضمنون انتقال الملكية إلى ورثته. يُعتبر مؤسس سلالة ميروفنجيون التي حكمت مملكة الفرنجة خلال القرنين التاليين. كلوفيس من أهم الشخصيات في التأريخ الفرنسي باعتباره «الملك الأول لما سيصبح فرنسا».
خلف كلوفيس والده، شيلديك الأول، كملك لساليان فرانكس في عام 481، وفي النهاية جاء ليحكم منطقة تمتد من ما يعرف الآن بجنوب هولندا إلى شمال فرنسا، بما يتوافق مع المصطلحات الرومانية إلى جاليا بلجيكا (شمال بلاد الغال). في معركة سواسون 486 ، أسس هيمنته العسكرية على الدولة الضعيفة للإمبراطورية الرومانية الغربية المجزأة التي كانت آنذاك تحت قيادة سيغريوس. بحلول وقت وفاته في عام 511 أو 513، كان كلوفيس قد غزا العديد من القبائل الفرنجة الأصغر في الشمال الشرقي من بلاد الغال بما في ذلك بعض الأجزاء الشمالية مما يعرف الآن بفرنسا. غزا كلوفيس أيضًا قبائل اليماني في شرق بلاد الغال، ومملكة القوط الغربيين في أكويتانيا في الجنوب الغربي. أضافت هذه الحملات بشكل كبير إلى مجالات كلوفيس، وجعلت من سلالته كيان سياسي وعسكري رئيسي في أوروبا الغربية.
كلوفيس مهم أيضًا بسبب تحوله إلى الكاثوليكية في عام 496، إلى حد كبير بناءً على طلب زوجته، كلوتيلد، التي تم تكريمها لاحقًا كقديس بسبب هذا الفعل، الذي يتم الاحتفال به اليوم في كل من الكنيسة الرومانية الكاثوليكية والكنيسة الأرثوذكسية الشرقية. تم تعميد كلوفيس يوم عيد الميلاد عام 508. أدى تبني كلوفيس للكاثوليكية (على عكس الآريوسية لمعظم القبائل الجرمانية الأخرى) إلى تحول واسع النطاق بين الشعوب الفرنجةː قادَ ألى التوحيد الديني عبر ما يعرف الآن بفرنسا والبلدان المنخفضة وألمانيا؛ بعد ثلاثة قرون، تحالف شارلمان مع أسقف روما؛ وفي منتصف القرن العاشر تحت حكم أوتو الأول العظيم، إلى ما أعقب ذلك من ولادة الإمبراطورية الرومانية المقدسة المبكرة.
إرث غزوات كلوفيس، في مملكة الفرنجة التي شملت معظم الرومان الغال وأجزاء من ألمانيا الغربية، استمرت لفترة طويلة بعد وفاته. بالنسبة للشعب الفرنسي، فهو مؤسس فرنسا. ربما ينتقص من هذا الإرث انقسامه السابق للدولة. لم يتم ذلك على أسس وطنية أو حتى جغرافية إلى حد كبير، ولكن في المقام الأول لضمان دخل متساوٍ بين أبنائه بعد وفاته. في حين أنه قد يكون أو لا يكون نيته، كان هذا الانقسام سببًا لكثير من الخلافات الداخلية في بلاد الغال. أدت هذه السابقة على المدى الطويل إلى سقوط سلالته، لأنها كانت نمطًا متكررًا في العهود المستقبلية.

### المعركة

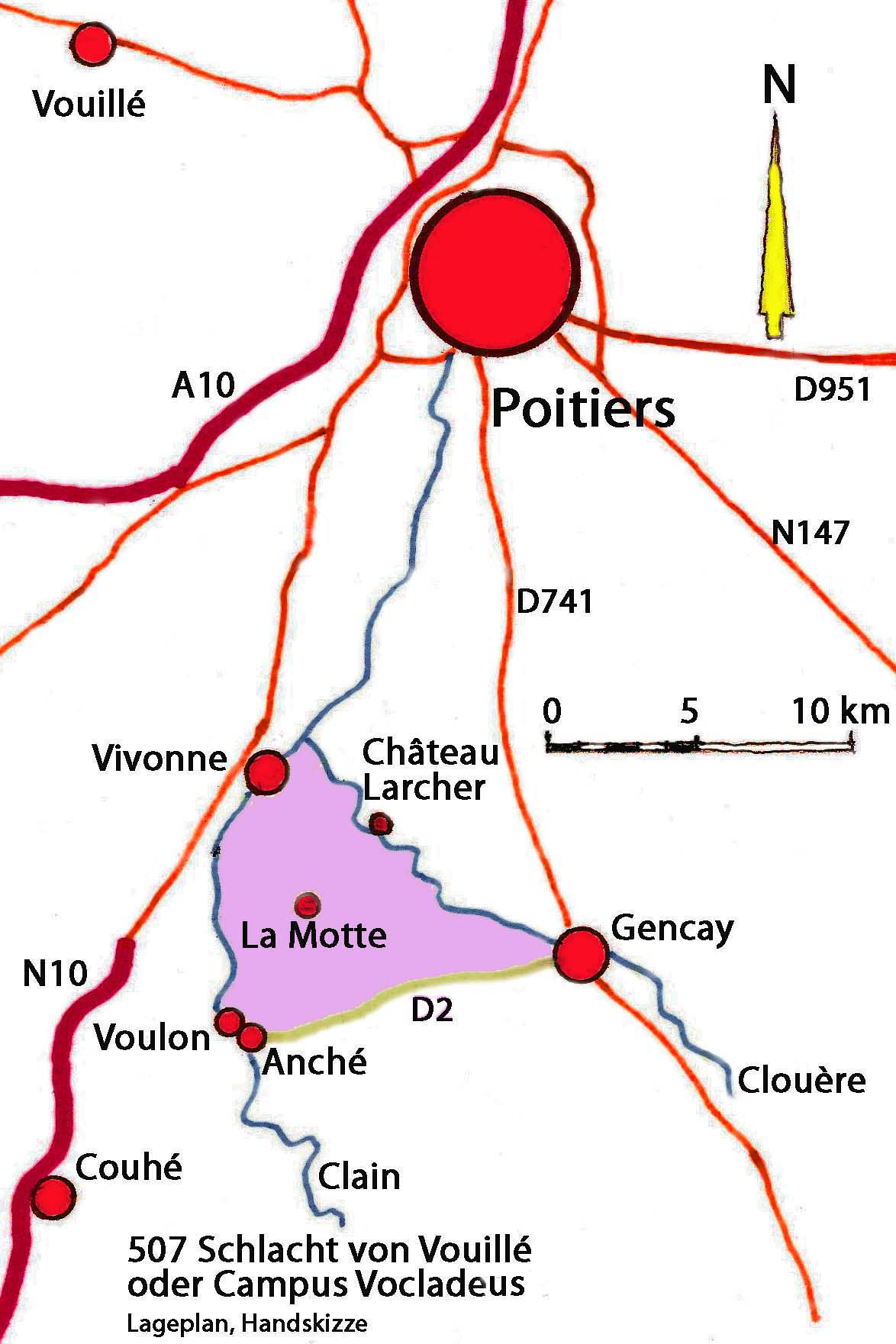
مخطط معركة فويلي.

في ربيع عام 507، عبر جيش الفرنجة نهر اللوار في اتجاه بواتييه، تحت قيادة كلوفيس الأول وابنه الأكبر ثيودوريك. سار جيش القوط الغربيين شمالًا لقطع طريقهم على أمل وصول تعزيزات القوط الشرقيين في الوقت المناسب. دارت المعركة في سهل فويي، على بعد حوالي 15 كم من بواتييه. ظهر كلوفيس مع 40.000 رجل، منهم 10.000 فارس. كان لدى جيش القوط الغربيين عدد أكبر إلى حد ما من الجنود، مهما كان تدريبهم ضعيفًا. بدأت معركة رهيبة بالأيدي، مع تمركز قواته الرامية في الجزء الخلفي من جيشه، أرسل كلوفيس بقية الجيش إلى الأمام للاشتباك مع القوط الغربيين. على الرغم من كونه جيشًا متفوقًا في الحجم والتجهيزات، إلا أن جنود ألاريك تذبذبوا حيث قُتل جميع قادة الأوفيرنات باستثناء أبوليناريس. خلال ألأشتباك كلوفيس يُزعم أنه قتل ملك القوط الغربيين ألاريك، وعندها انشق جيش القوط الغربيين وهرب. كما حدث في معركة تولبياك ضد ألاماني، فإن موت الملك أملى هزيمة القوط الغربيين، الذين انتهى بهم المطاف بالذَبح على ايدي الفرنجة. فقط تدخل إخوانهم القوط الشرقيين سمح لبعضهم بالهروب إلى هسبانيا. بعدها تقدم جيش كلوفيس جنوبًا ونهب كنوز ألاريك في تولوز. 

## ما بعد الواقعة
بعد نَصر كلوفيس في هذه المعركة، عينه الإمبراطور البيزنطي أناستاسيوس قنصلًا فخريًا ونبيلًا. أجبرت المعركة القوط الغربيين على التراجع إلى سبتمانيا، التي استمروا في الاحتفاظ بها، في حين أن الَصر في فويلي سمح للفرنجة بالسيطرة على الجزء الجنوبي الغربي من فرنسا والاستيلاء على تولوز. حاول جيساليك، ابن ألاريك غير الشرعي، تنظيم هجوم مضاد في ناربون، لكنه أُطيح به وقتل في النهاية عندما استولى على ناربون حلفاء بورغنديون للفرنجة. أخرج كلوفيس القوط في نهاية المطاف من أنغوليم وهزم ابنه ثيودريك الأول القوط في هسبانيا.